# Gilles Mas
Gilles Mas (* 5. Januar 1961 in Condrieu) ist ein ehemaliger französischer Radrennfahrer.

## Sportliche Laufbahn
Mas war im Straßenradsport und im Querfeldeinrennen (heutige Bezeichnung Cyclocross) aktiv. Als Amateur gewann er 1982 die Route de France vor Pascal Trimaille (1982 war er ausgeschieden) und die Tour du Béarn-Aragon. 1981 kam er in der Tour de l’Avenir auf den 22. Rang, im Baby Giro (heute Giro next Gen) wurde er 10.
Von 1983 bis 1989 war er Berufsfahrer. Im Circuit du Sud-Est 1985 wurde er Zweiter, ebenso in der Ronde du Pays basque 1990. 1983 wurde er Dritter in der Tour du Vaucluse, 1987 in der Tour Midi-Pyrénées.
Die Tour de France bestritt Mas fünfmal. 1984 wurde er 29., 1985 37., 1986 47., 1987 32. der Gesamtwertung. 1988 beendete er die Rundfahrt nicht. In der Vuelta a España wurde Mas 1984 32., 1985 25., 1989 war er ausgeschieden.

## Berufliches
Mas wurde 1996 Sportdirektor von Agrigel-La Creuse-Fenioux. Er war danach einige Jahre Assistent der Sportlichen Leitung im Radsportteam AG2R La Mondiale. Mas wurde auch Präsident des Radsportkomitees im Département Loire.